# Google Storage
Google Storage – dysk wirtualny, usługa sieciowa do przechowywania danych w infrastrukturze Google. Serwis łączy w sobie wydajność oraz skalowalność w chmurze Google z zaawansowanymi zabezpieczeniami i możliwości wymiany. Jest porównywalna do usług internetowych Amazon S3.